# Nemomydas solitarius
Nemomydas solitarius är en tvåvingeart som först beskrevs av Johnson 1926.  Nemomydas solitarius ingår i släktet Nemomydas och familjen Mydidae.
Artens utbredningsområde är Colorado. Inga underarter finns listade i Catalogue of Life.